# Linbjajacha
La Linbjajacha (in russo Лимбяяха?) è un fiume della Russia siberiana occidentale, affluente di destra del Taz. Scorre nel Tazovskij rajon del Circondario autonomo Jamalo-Nenec.
Il fiume ha origine nella sezione settentrionale del vasto bassopiano siberiano occidentale; scorre poi in direzione mediamente sud-occidentale. La lunghezza del fiume è di 139 km; il bacino è di 1 430 km². Sfocia nel canale laterale Vaneparod che a sua volta si ricongiunge al Taz a 86 km dalla foce.